# Běleč nad Orlicí
Běleč nad Orlicí är en ort i Tjeckien. Den ligger i den centrala delen av landet, 110 km öster om huvudstaden Prag. Běleč nad Orlicí ligger 241 meter över havet och antalet invånare är 226.
Terrängen runt Běleč nad Orlicí är platt.Runt Běleč nad Orlicí är det ganska glesbefolkat, med 31 invånare per kvadratkilometer. Närmaste större samhälle är Hradec Králové, 7,9 km väster om Běleč nad Orlicí. I omgivningarna runt Běleč nad Orlicí växer i huvudsak blandskog.